# Leptotheca speciosa
Leptotheca speciosa là một loài rêu trong họ Rhizogoniaceae. Loài này được Hook. & Wilson mô tả khoa học đầu tiên năm 1848.